# Titisee-Neustadt
Titisee-Neustadt és un municipi alemany situat al sud-oest de l'estat federal de Baden-Württemberg. Pertany a la comarca de Breisgau-Hochschwarzwald (també coneguda per Brisgòvia-Selva Negra). Popularment és coneguda amb el sobrenom de Wälderstadt («la ciutat del bosc»), sobretot referint-se al districte de Neustadt. El lloc és famós pels seus banys termals i per ser centre d'esports d'hivern.

## Localització

### Entorn natural
Com el seu nom indica, el municipi està dividit en dos districtes: Titisee i Neustadt.
El districte de Titisee està situat a la riba nord del llac Titisee, a l'est de Feldberg a la Selva Negra a 780-1190 metres sobre el nivell del mar. El barri de Neustadt es troba a cinc quilòmetres a l'est d'aquesta. La ciutat està situada a la vora d'un rierol que neix a Bärental (a la veïna ciutat de Feldberg) i que va a parar al llac Titisee. Un altre riu més cabalós, el Wutach flueix a l'est del districte de Neustadt surt després de la ciutat per la vall anomenada Wutachschlucht i finalment desemboca al Rin.
El punt més alt de Titisee-Neustadt és la serralada anomenada Hochfirst, que limita amb municipal de Lenzkirch, a 1.190 m sobre el nivell del mar.

### Organització
Titisee-Neustadt està configurat per la unió de diverses comunitats anteriorment independents: Langenordnach, Neustadt, Rudenberg, Schwarzenbach, Titisee i Waldau, un llogaret amb 113 habitatges dispersos, més Heiligenbrunnen.
Al districte de Neustad pertanyen les divisions:Ortschaften Gutach, Oberlangenordnach i Unterlangenordnach, així com l'antic nucli de Ortschaft Hochfirst. El darrer barri en afegir-se va ser Rudenberg, el 1952, que anteriorment pertanyia al municipi de Lochbach Dobel.

## Població
El nombre d'habitants dividit per barris i districtes és el següent:
| Zona                   | Habitants |
| Neustadt               | 8.725     |
| Titisee                | 2.070     |
| Waldau                 | 380       |
| Langenordnach          | 254       |
| Schwärzenbach          | 235       |
| Rudenberg              | 180       |
| total Titisee-Neustadt | 11.844    |

## Història

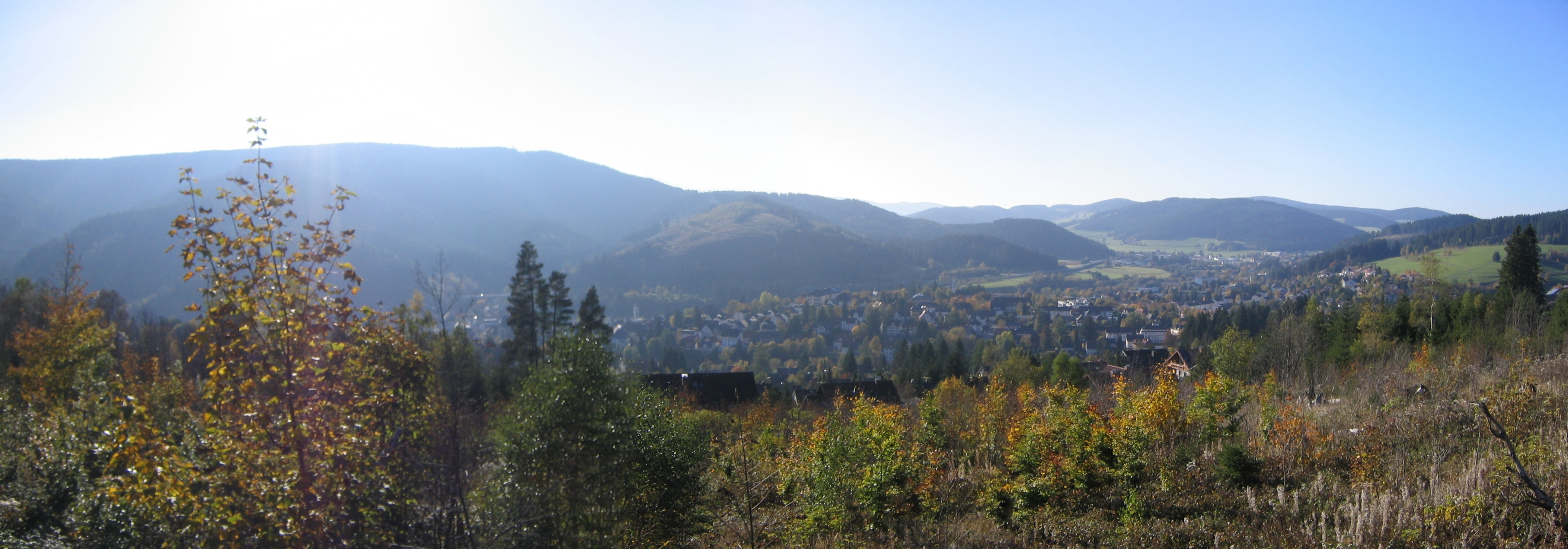
Vista panoràmica del municipi.

La ciutat va ser fundada el 1250 pels prínceps de Fürstenberg amb el nom de Neustadt (Ciutat nova). En un document del 1275 el seu nom apareix escrit en llatí Nova Civitas, el 1294 amb la variació Neuwenstadt, el 1335 se'n fa referència amb la paraula Neuwen-statt, el 1630 es torna a llatinitzar Neostadium i el 1650 s'escrivia New-Statt o també se la coneixia com la Neustadt de la Selva Negra, ja que en Alemanya hi ha altres ciutats que es diuen Neustadt.
Del 1669 al 1806 a Neustadt va haver un monestir dels caputxins. El 1817 gran part de la ciutat van ser destruïda pel foc. Al segle xviii la rellotgeria es va desenvolupar com una indústria important. El 1897 es va iniciar la construcció de l'església de sant Jakob, que ha esdevingut un símbol del paisatge urbà. Aquesta església va substituir l'anterior, de fet al mateix lloc hi va haver quatre construccions predecessores.
Al maig del 1919 es van convocar les primeres eleccions municipals amb el sufragi femení actiu i passiu, el que significa que quatre dones van sortir escollides per a la comissió de ciutadans.
El 1923 l'alcalde Karl Pfister va demanar un préstec per crear llocs de treball, per un total de 700.000 marcs del Reich, que havia obtingut a través de negociacions amb els principals bancs dels Estats Units d'Amèrica, Suïssa i els Països Baixos. Els diners es van destinar als treballadors d'obres públiques. En aquell temps la taxa d'atur, que era del 18% en el Reich alemany (nom d'Alemanya entre el 1871 i el 1945), només va arribar al 12% en el municipi.
A les següents eleccions el partit PNSTA va anar guanyant vots gràcies a la propaganda feta per les seves publicacions: el diari Der Hochwächter (1933) i el Echo vom Hochfirst (1935), en els quals es prometia compensar per les condicions d'extrema fam que havia patit la població durant la Primera Guerra Mundial. Malgrat aquesta influència la quota de vot del partit era sempre més baixa que a Titisee, on més o menys correspon a la mitjana nacional a les eleccions. Quan el nou alcalde va assumir el càrrec el 1933, va instal·lar al municipi un camp de concentració, anomenat KZ Ankenbuck, en el qual hi van estar tancades algunes figures públiques, un exemple és Blasius Müßle, que acabada la guerra va ser alcalde, el 1935.
El 24 de febrer del 1945, la comunitat de Titisee va rebre la primera de tres onades de bombardejos efectuats per les forces aèries aliades sobre el terreny, 27 persones van perdre la vida. Anteriorment, el 30 de setembre del 1944, ja s'havia efectuat un atac aeri dirigit a la zona boscosa propera i van haver vuit morts. La ciutat de Neustadt va ser bombardejada diverses vegades, la més dura, el 5 d'abril del 1945.
L'1 de juliol del 1971, els antics municipis de Rudenberg, Titisee i Neustadt de la Selva Negra es van fusionar i el nou municipi va rebre el nom de Titisee-Neustadt. El setembre del 1971 es va incorporar Schwarzenbach. L'1 de gener del 1973, es fa afegir Waldau. El darrer nucli de població en unir-se va ser Langenordnach l' 1 de gener del 1974.

### Langenordnach
Esmentat per primera vegada el 1112 amb el nom de Vallis Nordera.

El 1529 estaven censades 16 cases i el lloc ja tenia la seva pròpia església.

### Rudenberg
El lloc apareix esmentat per primera vegada el 1316. El seu nom significa "Penyal dels mascles"

El 1529, consta que al lloc hi havia diverses "llars" i pel 1810 hi vivien 191 habitants.

### Schwärzenbach
El 1316 és esmentat per primera vegada. El seu nom significa "Rierol negre".

El 1850 tenia 427 habitants censats.

### Titisee
L'any 1111 apareix la primera menció documental. El 1635 es feia servir l'escriptura alternativa Dettesee, però des del 1750 es va adoptar definitivament la forma Titisee.

El lloc rep el nom del llac que hi ha a la vora, el Titisee i inclou quatre àrees o valls: Altenweg, Spriegelsbach, Schildwende i Jostal. Per aquesta raó, la ciutat de Titisee el 1929 també rebia el nom de Vierthaler («quatre valls»).

### Waldau
És esmentat per primera vegada el 1111, el segon esment es va fer el 1178 en un document papal.

Des del 1807 hi ha una parròquia catòlica.

## Escut
El blasó que representa el municipi està inspirat en l'entorn natural: té un avet que simbolitza el bosc (la Selva Negra), un esquirol en representació de la fauna i dues franges ondulants blaves simbolitzant el llac Titisee.

## Ciutats agermanades
Neustadt-Titisee està agermanada amb:
- Coulommiers, França, des del 1971.
- Leighton-Linslade, Regne Unit, des del 1991.
- Titisee-Neustadt és membre de l'Associació Internacional d'Amics de Neustadt, que aplega 36 ciutats d'Europa que porten la paraula Neustadt al seu nom i estan a: Alemanya, Àustria, Hongria, la República Txeca, Polònia i Eslovàquia.

## Economia

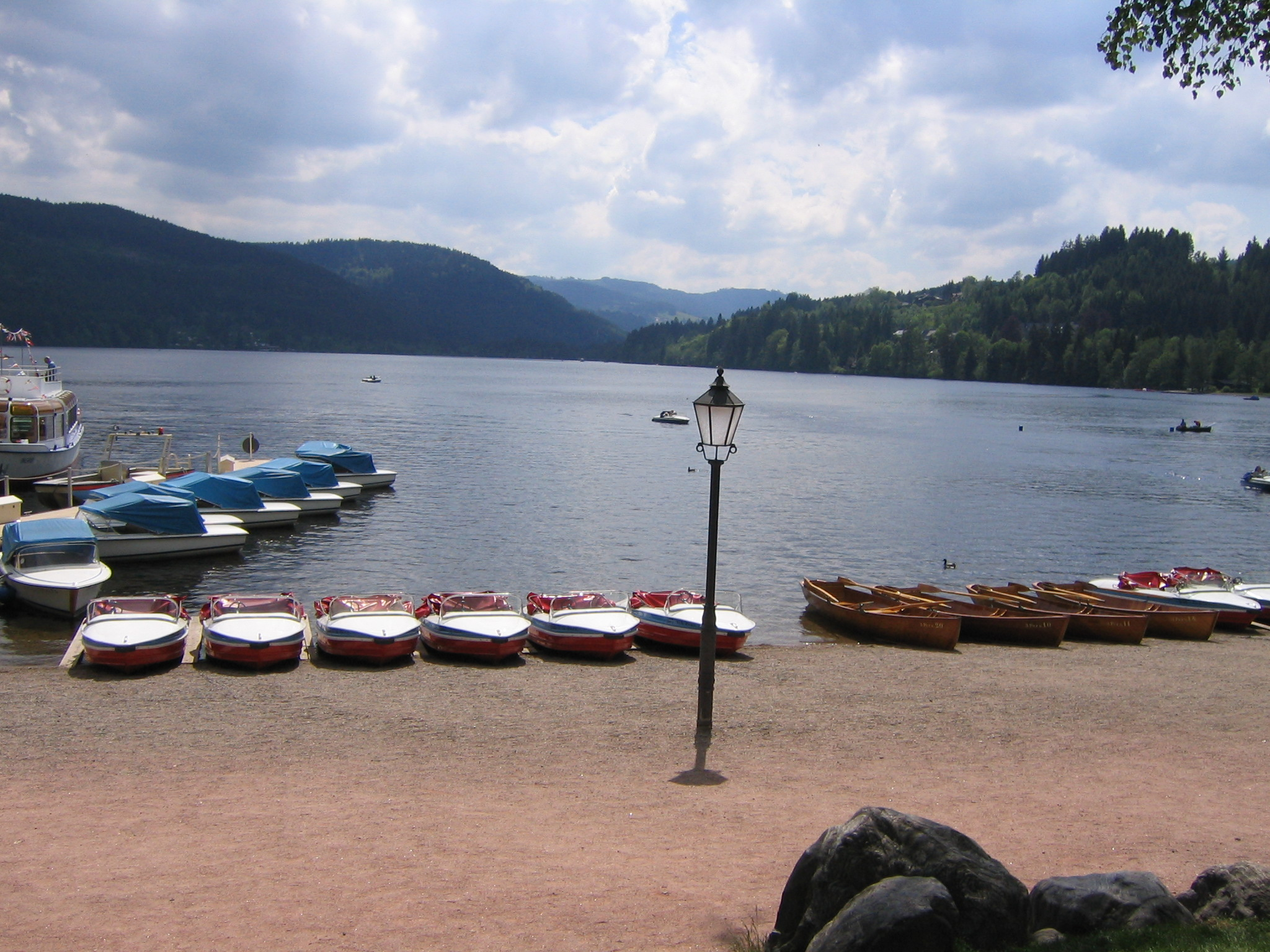
Bots al llac Titisee (Nordufer)

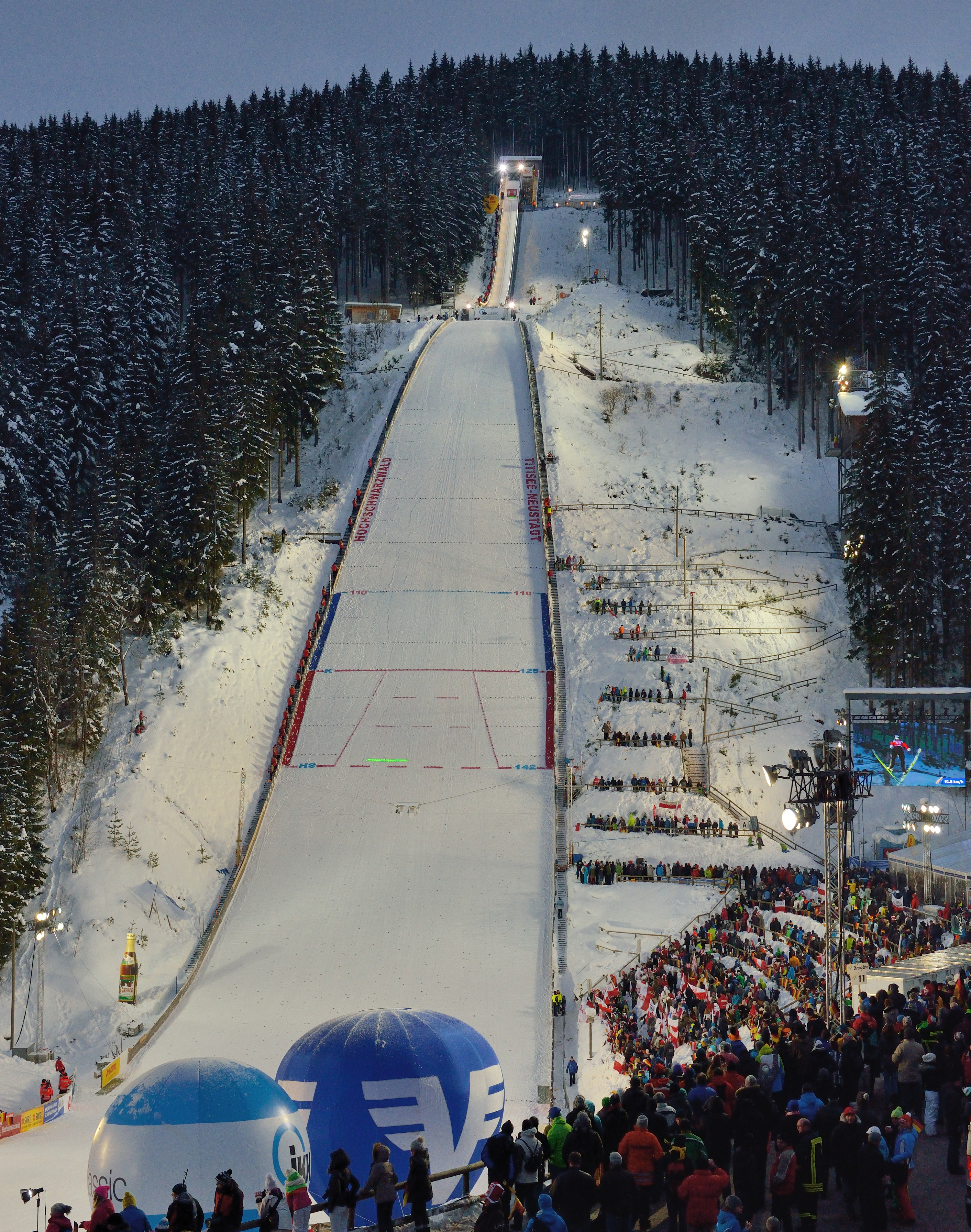
La Hochfirstschanze és la pista natural per a salts d'esquí més gran d'Alemanya.

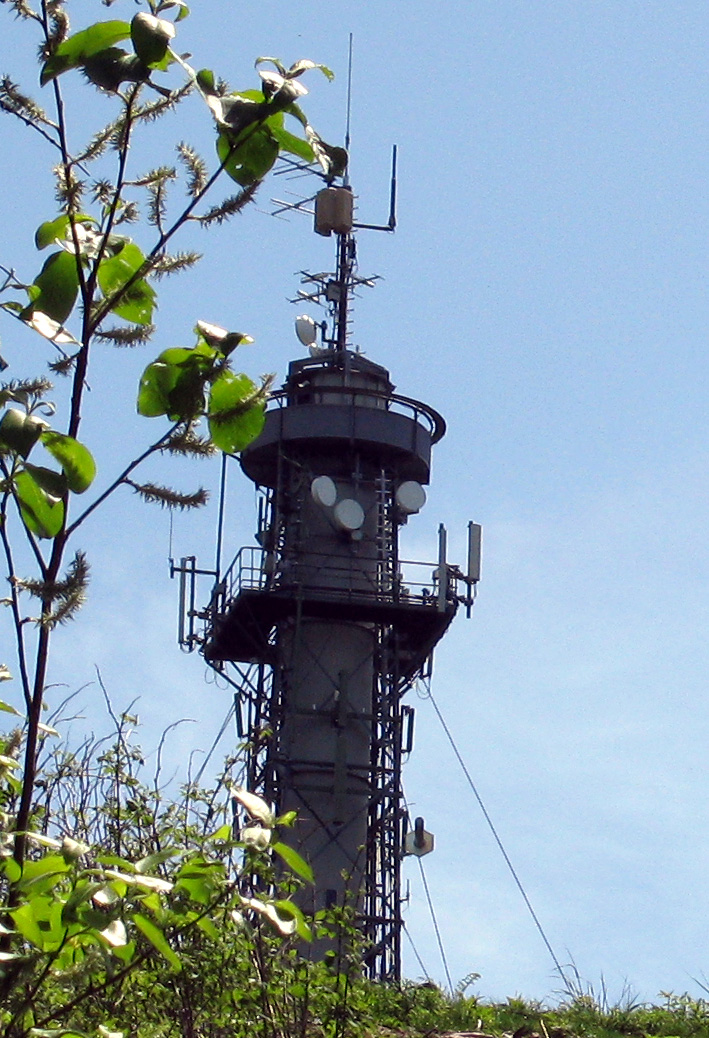
Hochfirstturm

Distribuïdes dins del territori de Titisee-Neustadt hi ha grans empreses que donen llocs de treball a la població. Les més importants són: la Lenzkircher Testo AG (fundada el 1957 fabrica tecnologia i electrònica per a instruments portàtils) i la fàbrica de paper Neustadt GmbH Felix Schoeller Group. A la rodalia es troben grans companyies: Atmos Medical i Mesa Parts a Lenzkirch; IMS Gear, Weckermann i Framo Morat (equips i tecnologia de transmissió) a Eisenbach. Aquestes empreses segueixen la tradició del gust per la tecnologia que es va iniciar al segle xviii, la Winterhalder & Hofmeier (1850 - 1933) amb la producció de mecanismes de rellotgeria.
Per a fer front a tota aquesta indústria el municipi ha demanar la instal·lació d'una planta generadora d'energia, que formi part del pla de ciutats autònomes energèticament.
Titisee-Neustadt, com a ciutat de serveis, disposa d'un tribunal de districte, que pertany al Tribunal de la Regió de Friburg, el Tribunal Regional Superior de Karlsruhe i el tribunal de districte, els dos primers els més importants a Alemanya.
Una altra font d'ingressos econòmics és el turisme esportiu. A la vora del llac està el Jahn Stadium, diverses instal·lacions per fer activitats aquàtiques i un balneari de l'empresa Kneipp. També hi ha instal·lacions per a esports relacionats amb la neu. L'any 2001 es va celebrar al Hochfirstschanze una competició de salts d'esquí. A més hi ha tres zones per als amants del càmping i un camp de golf.

## Construccions destacades
- El monestir de sant Jakob, amb un orgue del 1910, de 30 registres.[8]
- La torre de comunicacions Hochfirstturm, construïda el 1890 i amb una alçada de 25 metres.
- El pont sobre el riu Wutach, projectat el 1958.
- L'hotel Neustädter Hof, de l'any 1899.[9]
- L'edifici de correus Adler Post, conservat des de l'any 1575.
- L'edifici de l'Ajuntament del 1817.
- L'Hotel Bären, el més famós de la Selva Negra.
- L'església de Sant Nicolau.